# 机械
機械（英語：machinery）是機器與機構（mechanism）的總稱。機械由機械結構（機構）組成，機械結構再由機械元件（機件）組成，是機械工程學的一個基本概念。機械就是能幫助人們減少工作難度或節省力量的工具裝置。有一些機械單純轉換力的大小或（及）方向，被稱為簡單機械。而複雜機械就是由二種或二種以上的簡單機械構成。

## 概念來源

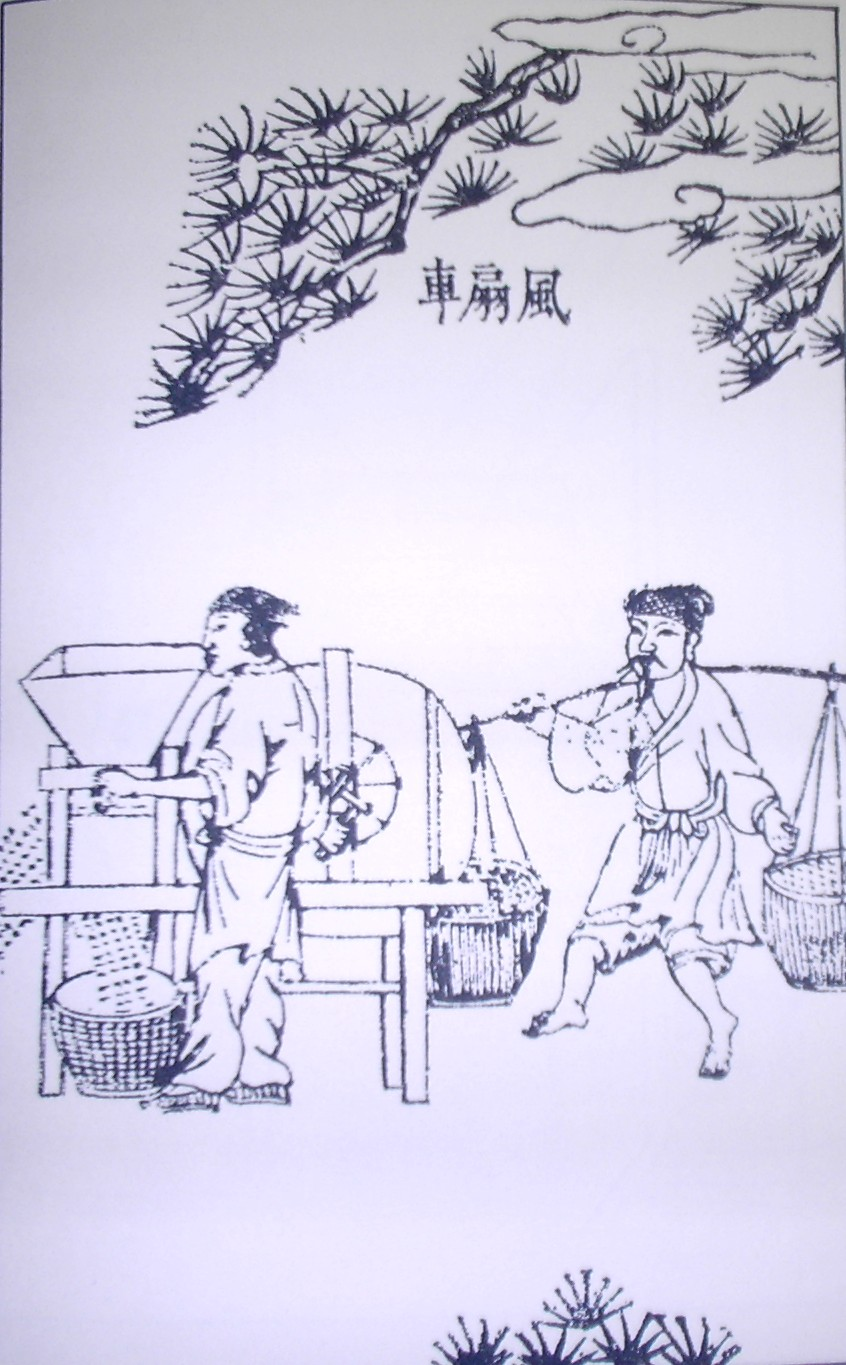
天工開物中的農業機械繪圖

“機械”之英語詞  和“机器”的英语词  均源自希臘語詞 及拉丁語詞 ，原指“巧妙的設計”，主要是為了與手工工具區别。
古羅馬建築師維特魯威(Vitruvii)在其著作《建築十書》中對於搬運重物發揮效力的機械(machane)和工具(organon)作了區别：即機械是以很大的力量而發生效果的，如重弩炮和葡萄壓榨機；而工具則是一名操縱人員慎重地處理來達到目的的，如蠍形輕弩炮或不等圓的螺旋裝置。
英國機械學家威利斯(Robert Willis)在其《機械學原理》（The Principles of Mechanism，1841年）所给的定義是：“任何機械(machine)都是由用各種不同方式連接起來的一组構件組成，使其一個構件運動，其餘構件將發生一定的運動，這些構件與最初運動之構件的相對運動關係取決於它們之間連接的性質。”德國機械學家勒洛(Franz Reuleaux)在其《理論運動學》（Theoretische Kinematik，Grundzüge einer Theorie des Maschienenwesens，1875年）中的定義為“機械是多個具有抵抗力之物體的組合體，其配置方式使得能夠借助它們強迫自然界的機械力做功，同時伴隨着一定的確定運動。”
中文“機械”詞中的“機”在古漢語中原指某種、某類特定的裝置。《尚書·太甲》有“若虞機張，往省括于度，則釋”。《庄子·齊物論》：“其發若機括。”《釋文》稱：“機，弩牙；括，箭括。”《說文解字》對“機”的解釋是“機，主發者也”，指弩機。《庄子·山林》道：“丰狐，文豹……不免于网罗机辟之患”即指夹子一類的裝置。古代之“機抒”指織布機。《淮南子·氾論》載“伯余之初作衣也，……手經指挂，其成犹网罗。後世為之機抒胜复以便其用。”《史記·酈生傳》有“農夫釋耒，二女下機”。由此可知，“機”之本意指機械裝置中構成轉動的轉動構件。“械”在古代中國指器械、器物等實物。《庄子·天地》載“有械魚此，一日浸百畦，用力甚寡而見功多”，其“械”在此为一般器械或器具；《墨子·公輸》：“公輸般為楚造云梯之械”在此指兵器；《漢書·司馬遷傳》載：“淮阴（韓信），王也，受械於陳”，在此“械”指刑具。《庄子·外篇·天地第十二》載“......子贡曰：‘有械于此，一日浸百畦，用力甚寡而見功多，夫子不欲乎？’為圃者仰而視之曰：‘奈何？’曰：‘鑿木為機，後重前輕，挈水若抽，數如湯，其名曰槔。’为圃者忿然作色而笑曰：‘吾聞之吾師，有機者必有機事，有機事者必有機心。機心存於胸中，則純白不備。純白不備，則神生不定。神生不定者，道之所不載也。吾非不知，羞而不為也。’子貢瞞然，俯而不對。”這段對話為子貢與老人的對話給出了機械的概念界定即“機械是能用力甚寡而見功多的器械”。《韓非子》卷十五《难》二中有類似的論述：“審於地形、舟車、機械之利，用力少，致功大則則入多。”故此中國最遲在戰國時期已形成了與現代機械工程學之“機械”含義較相近的概念。

## 定義与特征
机械是一种人为的实物构件的组合，各部分构件必须实现相互的、单一的、规定的刚体运动，把施加的能量转变为最有用的形式，或转变为有效的机械功。
机械是机构和机器泛称。机器具备机构的特征外，还必须具备第三个特征：即能代替人类的劳动，以完成有用的机械功或转换机械能，故机器是能转换机械能或完成有用的机械功的机构。机器是带有驱动装置的机构。

## 參閲
- 技術、技术史
- 簡單機械
- 耐久財